# Gajine
Gajine is een plaats in de gemeente Donji Lapac in de Kroatische provincie Lika-Senj. De plaats telt 71 inwoners (2001).